# Jean-Paul Agon
Jean-Paul Agon (Boulogne-Billancourt, 1956. július 6.) francia vállalkozó.
A L'Oréal nemzetközi kozmetikai cég elnök-vezérigazgatója. A cég 65 éves korhatára miatt 2021. május 1-től Nicolas Hieronimus váltotta le a vezérigazgatói posztot, miközben továbbra is az igazgatóság elnöke maradt. 1978-ban szerzett diplomát a HEC Paris-n. 2022. április 7-én kinevezték az iskola igazgatótanácsának elnökévé, Jean-Paul Vermès helyére.

## Korai karrier
Agon 1978-ban csatlakozott a L'Oréalhoz, miután befejezte tanulmányait a HEC Paris-ban. Egész pályafutását kiemelkedő értékesítési és marketing pozíciókban töltötte több piacon a vállalatnál. 24 éves korában a franciaországi fogyasztási cikkek részlegének termékmenedzsereként kezdte, majd 1981-ben a L'Oréal Greece vezérigazgatójává nevezték ki, ahol lefektette egy szilárd vállalkozás alapjait. 1985-ben visszatért Franciaországba a L'Oreal Paris vezérigazgatójaként, ahol számos kulcsfontosságú bevezetést és sikert felügyelt, köztük a Studio Line-t, a Plénitude-ot és az Elsève-et. 1989-ben a Biotherm nemzetközi ügyvezető igazgatója lett, átalakítva és nemzetközi vonzerővel ruházta fel a márkát. 1994-ben a L'Oréal Germany ügyvezető igazgatója lett, ahol kulcsszerepet játszott az európai piacokkal kapcsolatos kérdések kezelésében, akkor a növekedés lassulása miatt. 1997-ben megbízták azzal a feladattal, hogy a gazdasági válság közepette létrehozza és vezesse a L'Oreal Asia Zone-t. Számos országban leányvállalatokat hozott létre, fokozta a befektetéseket, és a helyi tehetségek új generációját toborozta.

## 2001-től napjainkig
2001-ben Agont a L'Oréal USA elnökévé nevezték ki. Közreműködött a Garnier Fructis termékcsalád elindításában.
2006-ban Agont kinevezték a L'Oréal vezérigazgatójává. 2011 februárjában lett a cég elnöke. A szépség "univerzálissá tételével" kapcsolatos nézeteiről ismert Agon megkezdte három új L’Oréal gyár megnyitását Franciaországon kívül – Mexikóban, Egyiptomban és Indonéziában. Az Agon elkötelezett a környezetvédelem iránt is, és célja, hogy 2005 és 2015 között 50%-kal csökkentse a vállalat szén-dioxid-kibocsátását, vízfogyasztását és hulladéktermelését. Irányítása alatt a L'Oreal továbbra is szerepel a 100 legfenntarthatóbb kategória rangsorában. Az Agon 16 másik vezetővel és befektetővel, például Stéphane Richard és Liliane Bettencourt együtt 2011-ben petíciót írt alá, amelyben a gazdagok adóztatását szorgalmazták, hogy hozzájáruljanak a társadalomhoz a nehéz időszakokban. alkalommal. "Úgy gondoltam, hogy nehéz időkben a magas fizetésű embereknek is hozzá kell járulniuk" - mondta Agon.
Agon a L'Oreal Csoport 5. vezérigazgatója volt. Vezérigazgatóként töltött ideje alatt a L'Oreal számos felvásárlást hajtott végre, többek között: Essie Cosmetics; Maly's Midwest és Marshall's Salon Services. 2011-ben Agon vezetésével a cég felvásárolta a Bioscience Laboratories-t, majd 2012-ben a Cadumot, az Urban Decay és a Columbian Vogue Group-ot.